# Frontal d'altar de Santa Margarida de Vila-seca
El frontal d'altar de Santa Margarida de Vila-seca és un frontal d'altar romànic pintat al tremp sobre fusta de roure de finals del segle xii. Originàriament es trobava al convent de Santa Margarida de Vila-seca, en el terme municipal de Sant Martí Sescorts, tot i que segurament es va traslladar amb les monges del convent a Vic al segle xiv. Actualment es troba al Museu Episcopal de Vic.
Estilísticament, és un bon exemple de pintura sobre taula romànica i sembla que va ser pintat en un taller de Vic. En el centre del frontal es troba representada la Mare de Déu entronitzada amb el seu Fill assegut a la falda dins una màndorla sustentada per àngels. Al voltant de la màndorla es troben diferents escenes de la llegenda de santa Margarida: Margarida pasturant ovelles, davant d'Olimbri, empresonada, fuetejada, davant del drac de set caps, martiritzada i degollada. Per tancar la composició i resseguint tot el perímetre del frontal, una sanefa de motius geomètrics.